# Guido Pizarro (Fußballspieler)
Guido Hernán Pizarro Demestri (* 26. Februar 1990 in Buenos Aires) ist ein ehemaliger argentinischer Fußballspieler und heutiger -trainer.

## Spielerkarriere

### CA Lanús
Zwischen 2009 und 2013 stand Guido Pizarro bei CA Lanús unter Vertrag. Sein Erstligadebüt gab er am 1. November 2009 beim Auswärtsspiel gegen River Plate. Mit CA Lanús nahm er auch am Copa Libertadores und dem Copa Sudamericana teil.

### UANL Tigres
Am 9. Juli 2013 erfolgte der Wechsel nach Mexiko zu den UANL Tigres nach Monterrey, dort hatte er seinen ersten Einsatz in der Liga MX am 1. August 2013 gegen Monarcas Morelia. Er wurde mit den Tigres zweimal mexikanischer Meister, in den Spielzeiten 2015/16 und 2016/17. International nahm er mit Monterrey an der CONCACAF Champions League teil.
2018 kehrte er zum Verein zurück und beendete dort 2025 seine Karriere. Anschließend wurde er Trainer von UANL Tigres.

### FC Sevilla
Im Sommer 2017 wechselte er für 8,7 Millionen Euro zum FC Sevilla. Seinen Einstand in der Primera División gab er am 19. August 2017 im Heimspiel gegen Espanyol Barcelona.

### Argentinische Nationalmannschaft
Sein Nationalmannschaftsdebüt bestritt Pizarro am 28. März 2017 im WM-Qualifikationsspiel gegen Bolivien, welches Argentinien mit 0:2 verlor.

## Qualifikationen
Pizarro hat eine Pro-Lizenz sowie einen Master in Sportmanagement, den er an der Universität Barcelona erworben hat.